# Mikkel Skov Petersen
Mikkel Skov Petersen (født i 1974) er en dansk journalist, blogger og iværksætter. Han lancerede i januar 2000 venstrefløjsmediet Modkraft.dk.
Mikkel Skov Petersen er født og opvokset nær Rønnede på Sydsjælland.

## Professionelt liv
Han var ansat som journalist på ugeavisen Socialisten Weekend fra 1997 – 1999, og var medlem af bestyrelsen for Dansk Journalistforbunds kreds 1 1999 – 2000.
I januar 2000 stiftede Mikkel Skov Petersen venstrefløjsmediet Modkraft.dk, der var et eksamensprojekt på den journalistiske efteruddannelse CFJE, og fungerede som redaktør for og udvikler af denne frem til 2003. Fra 2008 til 2013 bloggede han på Modkraft.dk, og fra 2015 og til mediets lukning 1. februar 2017, var han medlem af Modkrafts bestyrelse. Han var ansvarshavende redaktør fra 2016 til lukningen i 2017.
Fra 2005 – 2009 var Mikkel Skov Petersen pressesekretær for Enhedslistens folketingsgruppe, hvor han medvirkede til moderniseringen af partiets kommunikation. Han var presseansvarlig under den voldsomme debat og mediebevågenhed omkring Asmaa Abdol-Hamids folketingskandidatur i 2007.
Mikkel Skov Petersen har arbejdet som freelanceskribent for blandt andet Kommunikationsforum, Weekendavisen og Dagbladet Information. Fra 2011 til 2016 bloggede han på DenFri.dk.

## Politik
I 90'erne var Mikkel Skov Petersen aktiv i græsrodsmiljøet i København, bl.a. i kampen for at bevare den lukningstruede Folkets Park på Nørrebro og i Antifascistisk Aktion.[kilde mangler]

## Filmproduktioner
Mikkel Skov Petersen har været idémand, producer og manuskriptforfatter på en række mindre filmproduktioner, bl.a. filmserien The Elements fra 2009, og kortfilmen Bomben i Boyesgade om BOPAs sabotage mod radiofabrikken Allways på Vesterbro i marts 1945. Hovedpersonen i filmen var den tidligere modstandsmand Per Mortensen.
Mikkel Skov Petersen var producer og manuskriptforfatter på Enhedslistens valgfilm til folketingsvalgene i 2011 og 2015.